# Misam
Misam, eller Kappa Persei(K Persei, förkortat Kappa Per, K Per), som är stjärnans Bayer-beteckning, är en trippelstjärna i den mellersta delen av stjärnbilden Perseus. Den har en skenbar magnitud 3,80 och är synlig för blotta ögat där ljusföroreningar ej förekommer. Baserat på parallaxmätningar i Hipparcos-uppdraget på 28,9 mas beräknas den befinna sig på ca 113 ljusårs (35 parsek) avstånd från solen. På det beräknade avståndet minskar dess skenbara magnitud med 0,06 enheter genom en skymningsfaktor beroende på interstellärt stoft. Det är ca 76 procent sannolikhet att den ingår i Hyades-Pleiades-strömmen av stjärnor, som delar en gemensam rörelse genom rymden.

## Nomenklatur
Kappa Persei har det traditionella namnet Misam som kommer från det arabiska معصم mi'ṣam, "handleden". År 2016 anordnade Internationella Astronomiska Unionen en arbetsgrupp för stjärnnamn (WGSN) med uppgift att katalogisera och standardisera riktiga namn för stjärnor. WGSN bestämde sig för att ange riktiga namn till enskilda stjärnor i stället för hela system och fastställde namnet Misam för stjärnan Kappa Persei Aa i september 2017 vilket nu ingår i listan över IAU-godkända stjärnnamn.

## Egenskaper
Primärstjärnan Kappa Persei Aa en gul till orange jättestjärna av spektralklass G9.5 IIIb, som ingår i röda klumpen, vilket innebär att det genererar energi i dess kärna genom termonukleär fusion av helium. Stjärnan har en massa som är ca 1,5 gånger solens massa och en radie som är ca 9 gånger solens radie. Den avger från dess fotosfär ca 40 gånger mera energi än solen vid en effektiv temperatur på 4 857 K.
Följeslagaren Kappa Persei B ligger med en vinkelseparation på 44,10 bågsekunder vid en positionsvinkel på 319°, år 2009.